# 力牧
力牧是中国上古传说中黄帝的大臣。一日，黄帝梦见一个人手持千钧之弩，牧万个羊群。黄帝醒来，感叹说：「放牧万个羊群者，能治理人民。天下有姓力名牧的人么？」于是，黄帝依照占卜结果四处寻觅，在大泽边找到了力牧，并拜力牧为将。后来力牧在涿鹿之战中为黄帝战胜蚩尤作出卓著贡献。